# Herb Dąbia
Herb Dąbia – jeden z symboli miasta Dąbie i gminy Dąbie w postaci herbu.

## Wygląd i symbolika
Herb przedstawia wizerunek gałązki dębowej z liściem i dwoma opuszczonymi żołędziami przedstawiony na tarczy koloru błękitnego.

## Historia
Po lokacji miasta w 1423 roku Dąbie posługiwało się znakiem herbowym przedstawijącym kielich mszalny pomiędzy dwiema różami, który okalały cztery krzyżujące się łuki. W otoku znajdował się łaciński napis: „SIGILLVUM CIVITATIS DAMBENSIS”. Ze względu na słabnące znaczenie miasta, herbu używano coraz rzadziej, i już w wieku XVII popadł on w zapomnienie.
Herb przywrócono za sprawą dekretu z 28 sierpnia 1919 roku, umożliwiającego miastom powrót do herbów, których dotychczas używały nieformalnie. Rada Miejska w Dąbiu na spotkaniu, które odbyło się 2 lipca 1926 roku ustaliła, iż miasto Dąbie będzie miało herb złożony z łodygi dębowej z liściem i dwoma żołędziami.